# Лохтефельд, Джеймс
Джеймс Г. Ло́хтефельд (англ. James G. Lochtefeld; род. 22 апреля 1957) — американский религиовед и востоковед-индолог.
Автор двухтомной «Иллюстрированной энциклопедии индуизма» (англ. The Illustrated Encyclopedia of Hinduism), один из авторов «Энциклопедии мировых религий» (англ. Encyclopedia of World Religions), «Брилльской энциклопедии индуизма: общество, религиозные специалисты, религиозные традиции, философия» (англ. Brill’s Encyclopedia of Hinduism, Brill's Encyclopedia of Hinduism: Society, Religious Specialists, Religious Traditions, Philosophy), «Спрингерской энциклопедии индийских религий» (англ. Springer’s Encyclopedia of India Religions)  и Oxford Bibliographies Online.

## Биография
Получил бакалавра гуманитарных наук в Колгейтском университет, магистра теологических исследований в Гарвардском университете, магистра гуманитарных наук по азиатским языкам  и литературе в Вашингтонском университете, магистра философии и доктора философии в Колумбийском университете. Докторская диссертация посвящена паломническому городу Хардвару, и основана на полевых исследованиях (изучении архивных документов и санскритских текстов), проводившихся при поддержке Американского института индологии и Делийского университета; в 2010 году вышла в издательстве Оксфордского университета в качестве монографии «Божьи врата: определение и значение индуистского паломнического места».
C 1992 года — ассоциированный профессор и, в настоящее время, профессор религии и азиатских исследований и заведующий кафедрой религии Карфагенского колледжа, где наряду с курсами, посвящёнными индуизму и индийскому обществу, читает лекции по буддизму, сикхизму, религиям Восточной Азии, санскриту и хинди.
В течение трёх лет был научным сотрудником (в качестве президентского стипендиата) Колумбийского университета, кроме того он являлся страшим научным сотрудников Американского института индологии (занимался полевыми исследованиями индуистского праздника Кумбха Мела) и обладателем докторской стипендии Шарлотты В. Ньюкомб Национального фонда стипендий Вудро Вильсона (самая престижная награда за диссертации в области религии и этики)

## Научная деятельность
Основной специализацией Лохтефельда является индуизм и современная религиозная жизнь его последователей. Наряду с этим он занимается изучением других религий Востока — буддизма в Индии, Китае и Японии, религий Китая, и ислама.

## Научные труды

### Монографии
- Lochtefeld J. G. God's gateway: Identity and meaning in a Hindu pilgrimage place. New York: Oxford University Press, 2010. 328 p.

### Энциклопедии
- Lochtefeld J. G. Kumbh Mela // Encyclopedia of World Religions. Springfield: Merriam Webster Inc., 1999. P. 650. 1181 p.
- Lochtefeld J. G. The Illustrated Encyclopedia of Hinduism. New York: The Rosen Publishing Group, Inc.[англ.], 2002.
- Lochtefeld J. G. Hindu Pilgrimage // Oxford Bibliographies Online[англ.]. New York: Oxford University Press, 2010.
- Lochtefeld J. G. Haridwar // Brill’s Encyclopedia of Hinduism, Brill's Encyclopedia of Hinduism: Society, Religious Specialists, Religious Traditions, Philosophy. Vol. 1. Knut Axel Jacobsen[норв.] (ed.). Leiden: Brill, 2009.
- Lochtefeld J. G. Pandas // Brill's Encyclopedia of Hinduism: Society, Religious Specialists, Religious Traditions, Philosophy. Vol. 3 / Knut Axel Jacobsen[норв.] (ed.). Leiden: Brill, 2011. pp. 240–244.
- Lochtefeld J. G. Tourism // Brill's Encyclopedia of Hinduism: Society, Religious Specialists, Religious Traditions, Philosophy. Vol. 4 / Knut Axel Jacobsen[норв.] (ed.). Leiden: Brill, 2012.
- Lochtefeld J. G. Kumbha Mela // Springer’s Encyclopedia of India Religions, Hinduism Volume / Arvind Sharma (ed.). Springer Science+Business Media, 2013.
- Lochtefeld J. G. Pandas/Pilgrimage Priests. // Oxford Bibliographies Online[англ.]. New York: Oxford University Press, 2017.

### Статьи
- Lochtefeld J. G. The Vishva Hindu Parishad And The Roots Of Hindu Militancy // Journal of the American Academy of Religion. LXII 2 (Summer 1994). pp. 1301—1316.
- Lochtefeld J. G. New Wine, Old Skins: The Sangh Parivār and the Transformation of Hinduism // Religion[англ.]. 1996. Vol. 26. pp. 101–118. doi:10.1006/reli.1996.0008
- Lochtefeld J. G. The Construction of the Kumbha Mela // South Asian Popular Culture, vol. 2 no. 2, (October 2004). pp.103—126.
- Lochtefeld J. G. Getting in Line: The Kumbha Mela Processions. // South Asian Religions on Display: Religious Processions in South Asia and the Diaspora. / Knut Axel Jacobsen[норв.] (ed.). New York: Routledge, 2008. pp. 29—44. (Asian Studies: Routledge South Asian Religion Series)
- Lochtefeld J. G. The Saintly Chamar: Perspectives on the Life of Ravidas. // Untouchable Saints. / Eleanor Zelliot[англ.] and Rohini Mokashi-Punekar (eds.). Delhi: Manohar Press, 2005. pp.201—220.
- Lochtefeld J. G. Envisioning and Re-envisioning the Himalayas. // ASIANetwork Exchange: A Journal for Asian Studies in the Liberal Arts. 2010. 18(1). pp.75—79. doi:10.16995/ane.199